# Santuario della Madonna del Frassine
La chiesa di Santa Maria Assunta, nota anche come santuario della Madonna del Frassine, è un edificio sacro situato a Frassine, nel comune di Monterotondo Marittimo.

## Storia e descrizione
La tradizione vuole che il santuario, di aspetto moderno (gli ultimi interventi risalgono al 1934), sia stato innalzato per ospitarvi la statua della Madonna col Bambino, che si riteneva portata dall'Africa da San Cerbone e San Regolo; un'ulteriore tradizione la riteneva opera dell'evangelista Luca scolpita in legno di cedro del Libano. Ingrandimenti si ebbero nel XVII e XVIII secolo.
All'interno sono conservati quattro dipinti su tela di scuola senese del Seicento. L'altare maggiore, di caratteristiche settecentesche, è addossato a una parete, attraverso due aperture della quale si entra in una stanza dove è conservata, sullo sfondo di una parete ornatissima, la statua lignea della Vergine col Bambino, ritenuta di scuola pisana del Trecento. Al di sopra campeggia un cartiglio dipinto con il seguente testo latino: Fraxinee invitat genialis Virginis umbra / huc propera anguineo avvenere tutus eris / si fugis anguis et hostis eris dum condito ab orbe / hostiles animos femina et anguis habent / mancipium memora et primi miracula tauri / fraxineum ad templum vota precesque feres.
Intorno sono disposte numerosi ex voto che ricordano le imprese taumaturgiche della sacra immagine.